# Hermatswil
Hermatswil ist ein Dorf mit 150 Einwohnern, eine so genannte Aussenwacht der Gemeinde Pfäffikon ZH im Kanton Zürich, Schweiz.
Hermatswil liegt etwa 5 km nordöstlich von Pfäffikon auf 746 m ü. M. Der flache Höhensattel verläuft in nördlicher Richtung und ist von Wald umgeben. Der Tämbrig mit 820 m ü. M. befindet sich im Südwesten, auf ihm befand sich auch eine der 23 Hochwachten Zürichs.
Das Dorf weist gleich zwei Besonderheiten auf. Da es (besonders im Winter) schwer erreichbar ist, verfügt es über einen autonomen Feuerwehr-Einsatzzug mit 16 Mann und eigenem Fahrzeug. Er rückt nur zu Notfällen in Hermatswil aus und besteht aus Einwohnern dieser Aussenwacht.